# Agrilus dingoides
Agrilus dingoides é uma espécie de inseto do género Agrilus, família Buprestidae, ordem Coleoptera.
Foi descrita cientificamente por Curletti & Aberlanc, 2010.